# Секст Марций Гонорат
Секст Марций Гонорат (лат. Sextus Marcius Honoratus) — римский политический деятель первой половины II века.
По всей видимости, Гонорат происходил из всаднического рода из африканского города Учи Майюс, где обнаружены надписи, возможно, посвященные его родственникам. В 110 году он занимал должность консула-суффекта вместе с Авлом Ларцием Приском. О дальнейшей биографии Гонората нет никаких сведений.